# Borgijski apartmaji
Borgijski apartmaji so zbirka sob v Apostolski palači v Vatikanu, ki jih je za osebno uporabo prilagodil papež Aleksander VI. (Rodrígo de Borgia). Konec 15. stoletja je naročil italijanskemu slikarju Bernardinu di Bettu (Pinturicchio) in njegovi delavnici, da jih okrasi s freskami.
Slike in freske, ki so bile izdelane med letoma 1492 in 1494, so temeljile na kompleksnem ikonografskem programu, ki je uporabil teme iz srednjeveških enciklopedij, dodal eshatološko plast pomena in proslavil domnevno božanski izvor Borgijcev. Pet od šestih sob vključuje freske, naslikane v oboku. Zgornji register obokov vsebuje slike, spodnji pa je okrašen s tapiserijami in zlatom. Nedavno čiščenje Pinturicchiove freske Vstajenje je razkrilo prizor, za katerega velja, da je najstarejša znana evropska upodobitev Indijancev, naslikana le dve leti po vrnitvi Krištofa Kolumba iz Novega sveta.
Apartmaji obsegajo šest sob: Soba Sibil, Soba veroizpovedi, Soba svobodnih umetnosti, Soba svetnikov, Soba skrivnosti in Soba papežev. Soba Sibil in Soba veroizpovedi vsebujeta freske starozaveznih prerokov in sibil. Te sobe se tudi poklonijo planetom. V sobi svobodnih umetnosti je Pinturicchio svobodno umetnost predstavljal kot ženske figure skozi svoje freske v oboku. Soba svetnikov je sestavljena iz fresk, ki podrobno opisujejo življenje sedmih pomembnih svetnikov, vključno z Barbaro, Katarino, Antonom, Pavlom, Suzano in Elizabeto. Pinturicchiova zadnja soba, soba skrivnosti, vsebuje freske z novo zavezo, vključno z Rojstvom, Vnebovzetjem, Čaščenjem Treh kraljev in drugimi prizori.
Papeževa soba je bila postavljena pred vsemi drugimi, med letoma 1277 in 1280. Zgrajene med letoma 1447 in 1455, so sobe svobodnih umetnosti, svetnikov in skrivnosti, ki jih je voditelj slovesnosti papeža Aleksandra VI., Johannes Burchard, imenoval "skrivne sobe".
Od leta 2019 je bil apartma odprt za turiste

## Freske
Ko je rodbina Borgia po smrti papeža Aleksandra VI. leta 1503 padla v nemilost, so bila stanovanja stoletja malo uporabljena. Naslednji papež Julij II. je zapustil stanovanja in vsakodnevne obveznosti preselil v zgornja nadstropja, ki se zdaj imenujejo Rafaelove stance. Ko je Julij II. zapustil stanovanja, so propadala. Slike so odstranili leta 1816, sobe pa spremenili v knjižnico. Šele leta 1889 je papež Leon XIII. dal sobe obnoviti in odpreti za ogled javnosti. Dela v stanovanju danes veljajo za del Vatikanske knjižnice.
Dela so bila obnovljena s popravljanjem ometa in štukatur, čiščenjem fresk in predelavo površin. Spodnjo polovico nekaterih sten v Borgijskih apartmajih je bilo treba odstraniti, vendar so nekateri okrasni ostanki še vedno odprti za ogled.
Večina sob se zdaj uporablja za Vatikansko zbirko sodobne verske umetnosti, ki jo je leta 1973 odprl papež Pavel VI.
Zbirka obsega približno 600 zbranih slikarskih, kiparskih in grafičnih del; donacije sodobnih italijanskih in tujih umetnikov ter vključuje dela Paula Gauguina, Marca Chagalla, Paula Kleea, Salvadorja Dalíja in Vasilija Kandinskega.
Zgornji del sten in obokov, pokritih s slikami, je še dodatno obogaten z občutljivo reliefno štukaturo. Večino dekorja stanovanja je zaključil ugledni umetnik Umbrije Annio da Viterbo. Glavni predmeti petih sob, ki jih je zaključil Pinturicchio, so:

### SobaSkrivnosti vere
| Soba Skrivnosti vere | Soba Skrivnosti vere | Soba Skrivnosti vere  | Soba Skrivnosti vere |
| -------------------- | -------------------- | --------------------- | -------------------- |
|                      |                      |                       |                      |
| Oznanjenje           | Rojstvo              | Čaščenje Treh kraljev | Vstajenje            |
|                      |                      |                       |                      |
| Vnebovzetje          | Vnebovzetje          | Spust sv. Duha        | Marijo vnebovzetje   |

### Soba svetnikov
| Soba svetnikov      | Soba svetnikov          | Soba svetnikov         |
| ------------------- | ----------------------- | ---------------------- |
|                     |                         |                        |
| Prepis sv. Katarine | Mit o biku Apisu        | Mučeništvo sv. Barbare |
|                     |                         |                        |
| Pavel puščavnik     | Mučeništvo sv. Boštjana | Obiskovanje            |

### Soba umetnostitrivijainkvadrivija
| Umetnost trivija in kvadrivija (izbor) | Umetnost trivija in kvadrivija (izbor) | Umetnost trivija in kvadrivija (izbor) | Umetnost trivija in kvadrivija (izbor) | Umetnost trivija in kvadrivija (izbor) |
| -------------------------------------- | -------------------------------------- | -------------------------------------- | -------------------------------------- | -------------------------------------- |
|                                        |                                        |                                        |                                        |                                        |
| Slovnica (trivij)                      | Retorika (trivij)                      | Glasba (kvadrivij)                     | Geometrija (kvadrivij)                 | Astrologija (kvadrivij)                |

### Druge sobe
Nekatere preostale sobe je naslikal Perin del Vaga.

### Soba Sibil
Soba Sibil, ki sestavlja obrambni del Apostolske palače, je sestavljena iz dvanajstih upodobitev starozaveznih prerokov ali sibil. Papež Aleksander VI. je odredil, da se stolp Borgijcev zgradi za funkcionalne namene. Pinturicchio je orisal sibilo tako, da jo je predstavil z zvitki, ki označujejo Kristusov prihod. Na globoko modrem ozadju naslika preroke. Dvanajst zastopanih sibil je: Izaija-Helespontska Sibila, Micah-Tiburtinska Sibila, Ezekiel-Kimerjanska Sibila, Jeremija-Frigijska Sibila, Hosea-Delfska Sibila, Daniel-Eritrejska Sibila, Hagai-Kumajanska Sibila, Amosriem-Evropejska Sibila, Baruch-Samijanska Sibila, Zaharija-Perzijska Sibila, Obadija-Libijska Sibila.
Na stropu Pinturicchio predstavlja sedem planetov kot rimsko božanstvo, ki ga vleče voz. Vsaka žival je usklajena s planetom svojega zodiaka, prikazan je nebesni vpliv planetov na Zemljo. Na primer, Merkur je na sliki s trgovci, Saturn pa je prikazan skupaj z dobrodelnostjo. V poklon zavetniku, papežu Aleksandru VI., Venero vleče čreda bikov, grb Borgijcev. Astrologija, ki je bila pomembna tema med mnogimi renesančnimi papeži, je prikazana v dolžini sobe Sibil.

### Soba veroizpovedi
Soba vere je tudi del stolpa in je urejena v podobni kompoziciji kot soba Sibil. Freske v tej sobi pripovedujejo verze apostolskega verovanja na zvitkih, ki jih drži dvanajst najbližjih Kristusovih privržencev. Apostolska veroizpoved je razglasitev prepričanj, ki jih sestavljajo glavna načela krščanskih naukov. Ta soba deluje kot most med gradivom Stare in Nove zaveze, ki ga je naročila rodbina Borgia. Pari apostolov so naslednji: Peter-Jeremija, Janez-David, Andrej-Izaija, Jakob starejši-Zaharija, Matej-Ozea, Jakob mlajši-Amos, Filip-Malahija, Bartolomej-Joel, Tomaž-Daniel, Simon -Malahi, Tadej-Zaharija in Matej-Obadija.
Strop v sobi veroizpovedi je okrašen z geometrijskimi figurami. Upodobitve apostolov, tako v sobi veroizpovedi kot v sobi Sibil, so bolj formalne in oglate. Nekatere Pinturicchiove klasične podrobnosti, vključno z gubami oblačil in pokrival, so vidne na freskah apostolov. Okna v sobi so tudi fantastično okrasje; naravne podobe, kot so ribe in jeleni, ki se prepletajo z kupidi in metaforičnimi predstavitvami glasbe.

## Soba svobodnih umetnosti
Soba svobodnih umetnosti vsebuje Pinturicchiove alegorične upodobitve sedmih liberalnih umetnosti, ki so slovnica, retorika in logika (trivije) ter geometrija, aritmetika, glasba in astronomija (kvadrivija). Pinturicchio predstavlja vsako od teh oseb kot nebesne ženske, ki jih spremljajo človeške figure, ki se poklonijo in molijo vsaki od njih. Cicero na primer spremlja retoriko in Evklid časti geometrijo. Poleg tega soba svobodnih umetnosti vključuje tudi žensko upodobitev Pravice na prestolu, ki drži meč in tehtnico. Pravica je upodobljena na srednjem loku, ki ločuje dekorativni strop od pripovednega cikla na stenah. Nekatere svetopisemske epizode na stenah vključujejo Jakoba, ki beži iz Labana in Trajana ter Ubogo vdovo. Strop podrobno opisuje akte in grb rodbine Borgia v štukaturi, vključno z dvojno krono za kraljestvi Aragon in Sicilijo, škrlatnim plamenom in volom ter soncem.
Čeprav je funkcija sobe še vedno predmet znanstvenih razprav, je splošno znana kot studio za ugledne člane družine Borgia. Dve od manjših sob, ki mejita na Sobo svobodnih umetnosti, sta bili morda uporabljeni kot spalnica in kopalnica.
Umetniški restavratorji so leta 2016 začeli obsežno delo v Sobi svobodnih umetnosti in odkrili poškodovano sliko Pinturicchiovega Vstajenja, ki ponazarja staroselce v Evropi in ZDA. Pinturicchiovo delo je bilo opravljeno na suhem ometu namesto na mokrem, zaradi česar je bilo bolj izpostavljen poškodbam ali uničenju. Njegovi prstni odtisi in odtisi njegovih pomočnikov so bili najdeni v ciklu fresk, njegov podpis pa je pod luneto personifikacije retorike. Menijo, da je papež Aleksander VI. želel, da bi Pinturicchio naslikal alegorije zgodb o verskem izvoru, mnoge iz Egipta in starega Rima. Restavratorji so odkrili intenzivne odtenke modre, rdeče in zelene barve. Na plošči, povezani z personifikacijo glasbe, je Pinturicchio slikal glasbenike s španskim vplivom kot poklon domu papeža Aleksandra VI.

## Soba svetnikov
Soba svetnikov prikazuje epizode iz življenja sedmih svetnikov v Svetem pismu, skupaj z največjo in najboljšo ponazoritvijo grba Borgijcev, bika. Med vključenimi sedmimi svetniki so Elizabeta, Anton, Barbara, Suzana, Boštjan, Pavel in Katarine. Pinturicchio slika pomembne prizore, kot sta Obiskovanje, ki prikazuje sveto Elizabeto in Suzano in starca, ter sv. Boštjana. S povezovanjem bule z življenjem svetnikov papež Aleksander VI. povezuje svojo vladavino z božjim blagoslovom. Osem fresk na stropu pripoveduje zgodbo o Izidi, Apisu in Ozirisu ter prispeva k zanimanju papeža Aleksandra VI. za Egipt. Strop je razdeljen na trikotne oboke. Prve tri pole prikazujejo Ozirisov nauk, ki ga je nasledil njegov zakon z Izido in nazadnje Tifonov umor Ozirisa. Soba svetnikov, ena od »skrivnih sob« Borgijskih apartmajev, je bila morda uporabljena kot zasebni prostor za papeža.

## Soba misterijev
Soba misterijev vsebuje cikel fresk, ki predstavlja skrivnosti vere, ki naj bi vplivale na Rafaelovo Sporočilo svetega zakramenta. Svetopisemski prizori, ki prikazujejo skrivnosti vere, so naslikani tako, da v gledalcu vzbudijo občutek pobožnosti. Pinturicchiovo delo v tej sobi je vseprisotno in naj bi delovalo kot sveti nauk za začetnike verouka. Figure v tej sobi so bolj omejene v svojih čustvih in gibanju. Soba skrivnosti vključuje Oznanjenje, Rojstvo, Čaščenje Treh kraljev in Vstajenje. Papež Aleksander VI. je bil privrženec Device Marije, zato so številne epizode v tej sobi posvečene njenemu življenju in zapuščini.  Papež Aleksander VI. je predstavljen na tem ciklu fresk, znotraj slike Vstajenja, klečeč pred Kristusovimi nogami.